# Serra del Matissar
La Serra del Matissar és una serra situada al municipi de Granyena de les Garrigues a la comarca de les Garrigues, amb una elevació màxima de 387 metres.